# 安全車

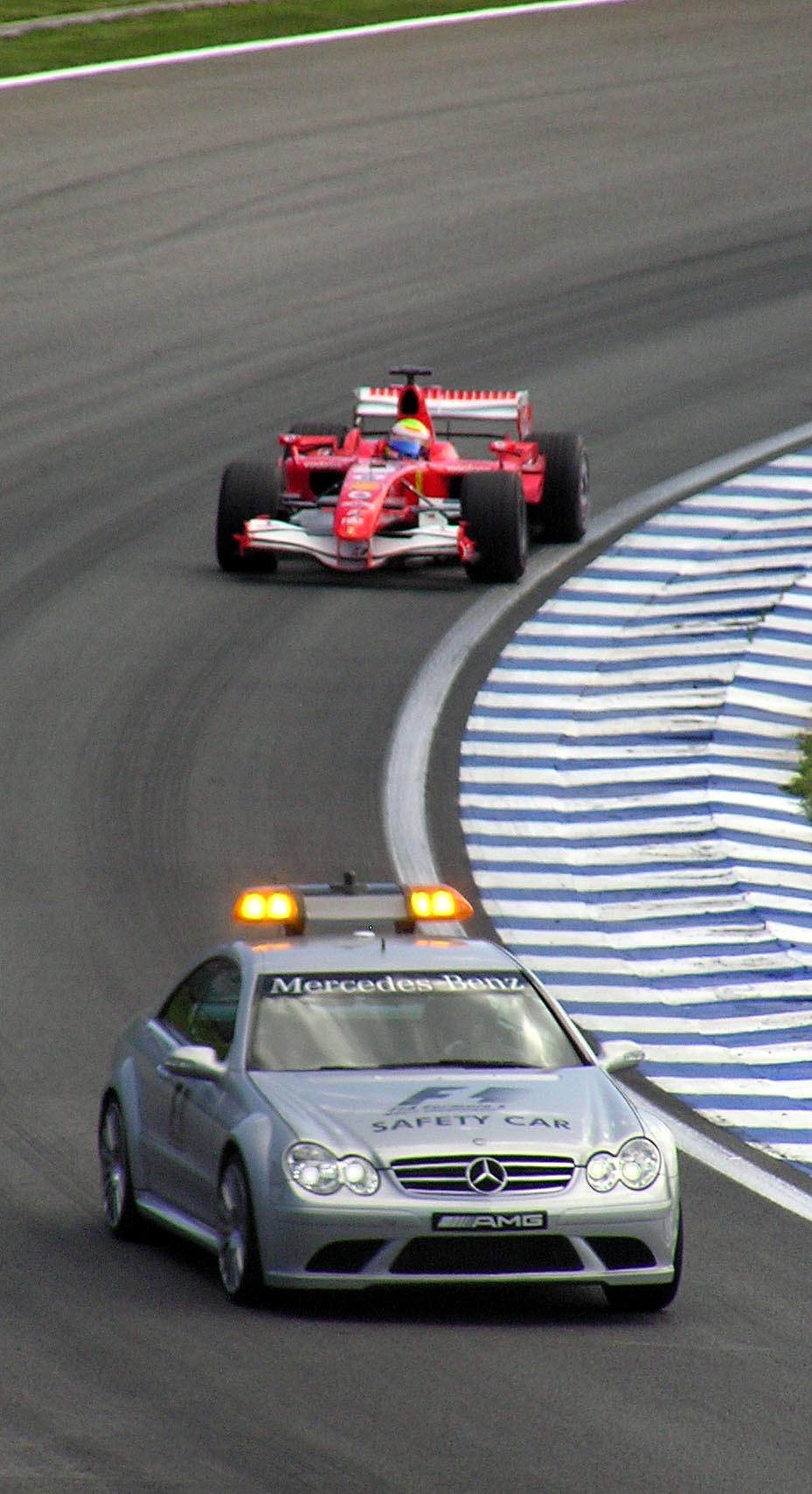
一級方程式賽車中一輛安全車帶領著領先車

安全車（Safety Car，但在美國較常使用Pace Car的稱呼，又稱為前導車、保安車）是在封閉賽道的賽車賽事中，若遇到賽道出現事故或有其他異常狀況（例如下大雨、賽道有散落物）時，引領場上比賽中的賽車，以限制參賽車輛的車速，以維護賽車、車手及現場處理狀況的工作人員之安全。

## 一級方程式賽車
在一級方程式賽車（F1）比賽過程中若是有重大狀況（例如事故或惡劣天氣）時，工作人員會揮黃旗並且在顯示看板打出「SC」的字樣，代表安全車的出動。
F1的前導車車頂有類似救護車和警車的警示燈，燈的顏色是黃色與綠色。當前導車出動時，所有賽道上的賽車都不可互相超車，且領先車必須跟隨在前導車之後，若在前導車還在場上時故意或不慎超車，將會被大會方面判罰甚至取消成績（除非大会允许某些被套圈的车辆超车）。縱使在安全繞場的情況下也不能允許車速降低過多，配合這點前導車必需一方面保持安全車速，一方面又盡量維持相當程度的高速。因此，只有由資深賽車手駕駛的高性能車輛，才能勝任前導車的任務。從2000年起一級方程式的安全車，都由賽車手貝恩德·梅蘭德駕駛。
此外，一級方程式還有分安全車和醫療車，維持賽道管制是安全車的工作，但是萬一遭遇車手發生重大事故的時候，就是由阿兰·范德梅维駕駛的醫療車，車上會載一級方程式醫療總監Dr. Ian Roberts，例如：2020年巴林大奖赛開賽沒有多久，哈斯車隊車手羅曼·格羅斯讓就發生擦撞護欄隨即發生火燒車的重大事故，這時候醫療車就在第一時間出發，前往事故地點協助車手的救援和醫療後送工作。

## 虛擬安全車
虛擬安全車（Virtual Safety Car, VSC），部分賽事稱為全賽道黃旗（Full-Course Yellow, FCY），
當賽道出現狀況但危險程度並不足以啟用安全車時，便會使用VSC。沒有真正的安全車帶路，賽車依然會被限速及禁止超車，但車手亦不可以不必要地以過慢車速行駛，以及要維持行車穩定以免危險。另外，除了更換轮胎外，賽車不可在VSC期間進入維修站。
世界耐力錦標賽於2024年起引入虛擬安全車。實體安全車會在虛擬安全車發出後約兩圈後出動，但賽事總監可跳過虛擬安全車而直接出動實體安全車。與全賽道黃旗不同，虛擬安全車發出期間車手可以進入維修站。